# Hellboy – Blut und Eisen
Hellboy – Blut und Eisen (Originaltitel: Hellboy: Blood and Iron) ist ein US-amerikanischer Zeichentrickfilm aus dem Jahr 2007, der ein Abenteuer der Comic-Figur Hellboy verfilmt. Obgleich er vor dem 2004 erschienenen Realfilm Hellboy ansetzt, was insbesondere daran zu erkennen ist, dass Hellboys Ziehvater, Professor Bruttenholm, der im Verlauf des Realfilms verstirbt, in diesem noch am Leben ist, steht er mit ihm in Kontinuität. So waren auch die Hauptakteure des Realfilms an der Produktion des Zeichentrickfilms beteiligt. Die Schauspieler aus den Realfilmen leihen in der englischen Fassung ihren jeweiligen Figuren die Stimmen und der Regisseur des Realfilms, Guillermo del Toro war als creative producer beteiligt. Dem Film ging 2006 Hellboy – Schwert der Stürme voraus. Pläne für einen dritten Zeichentrickfilm liegen bis auf Weiteres auf Eis.

## Handlung
Die Behörde zur Untersuchung und Abwehr paranormaler Erscheinungen, der Hellboy angehört, wird zu einem Fall in eine heimgesuchte Villa berufen. Hellboy, Liz und Abe suchen das Haus auf. Begleitet werden sie von Professor Bruttenholm persönlich, der zur Verwunderung der übrigen Team-Mitglieder nach 15 Jahren erstmals wieder an einer Außenmission teilnimmt, mit den Hintergründen hierfür jedoch hinter dem Berg hält. In rückwärts-chronologisch dargelegten Rückblenden wird seine Begegnung im Jahr 1939 mit der mächtigen Vampirin Erzsebet Ondrushko geschildert, die er vernichtet zu haben glaubte, die man nun aber hinter den Geschehnissen in der heimgesuchten Villa vermutet.

## Synchronisation
| Rolle                        | Originalsprecher | Deutscher Sprecher    |
| ---------------------------- | ---------------- | --------------------- |
| Hellboy                      | Ron Perlman      | Tilo Schmitz          |
| Liz Sherman                  | Selma Blair      | Ranja Bonalana        |
| Abe Sapien                   | Doug Jones       | Joachim Tennstedt     |
| Kate Corrigan                | Peri Gilpin      | Heide Domanowski      |
| Professor Trevor Bruttenholm | John Hurt        | Friedrich G. Beckhaus |
| Erzsebet Ondrushko           | Kath Soucie      | Heike Schroetter      |